# Diocesi di Tepelta
La diocesi di Tepelta (in latino Dioecesis Tepeltensis) è una sede soppressa e sede titolare della Chiesa cattolica.

## Storia
Tepelta, identificabile con Henchir-Bel-Aït (o Henchir-Belaiet) nell'odierna Tunisia, è un'antica sede episcopale della provincia romana dell'Africa Proconsolare, suffraganea dell'arcidiocesi di Cartagine.
Toulotte è l'unico autore che attribuisce a questa sede il vescovo Innocenzo, che partecipò al concilio di Cabarsussi, tenuto nel 393 dai massimianisti, setta dissidente dei donatisti, e ne firmò gli atti; i massimianisti sostenevano la candidatura di Massimiano sulla sede di Cartagine, contro quella di Primiano. Altri autori attribuiscono questo vescovo alla diocesi di Tabalta. Non ci sono altri vescovi di questa "presunta" antica diocesi.
Dal 1933 Tepelta è annoverata tra le sedi vescovili titolari della Chiesa cattolica; dal 14 giugno 2024 il vescovo titolare è Alexandre Coutinho Lopes de Brito Palma, vescovo ausiliare di Lisbona.

## Cronotassi

### Vescovi residenti
- Innocenzo ? † (menzionato nel 393)

### Vescovi titolari
- Joseph Matthew Breitenbeck † (18 ottobre 1965 - 6 ottobre 1969 nominato vescovo di Grand Rapids)
- Eugéne Cornelius Arthurs, I.C. † (15 dicembre 1969 - 10 agosto 1976 dimesso)
- Daniel Anthony Hart † (24 agosto 1976 - 12 settembre 1995 nominato vescovo di Norwich)
- Carlo Verzeletti (15 maggio 1996 - 29 dicembre 2004 nominato vescovo di Castanhal)
- Henryk Hoser, S.A.C. † (22 gennaio 2005 - 24 maggio 2008 nominato arcivescovo, titolo personale, di Varsavia-Praga)
- Nicolás Baisi (8 aprile 2010 - 8 maggio 2020 nominato vescovo di Puerto Iguazú)
- Luis Alberto Huamán Camayo, O.M.I. (21 maggio 2021 - 12 febbraio 2024 nominato arcivescovo di Huancayo)
- Alexandre Coutinho Lopes de Brito Palma, dal 14 giugno 2024